# Murex falsitribulus
Murex falsitribulus är en havslevande snäckart inom släktet Murex beskriven av Ponder & E. H. Vokes 1988. Snäckan blir omkring 5-9,5 cm lång och finns från norra Indonesien till södra Japan.

## Utseende
Har ett gediget Murex-utseende med prominenta horn på skalet.